# Ermita de San Antón (Almería)
La ermita de San Antón es un templo católico construido a finales del siglo XIX en la ciudad española de Almería, en el barrio de la Almedina.

## Historia
Construida en el solar de una antigua mezquita la ermita da nombre a una de las calles más populares del centro histórico de la capital almeriense, entre el Reducto y la Plaza de Pavía. 
En 1877, a raíz de la desamortización, José María Orberá y Carrión, obispo de Almería, instaló a las monjas del Convento de Santa Clara de la capital en unas casas adyacentes a la actual ermita, en las que residieron hasta 1899. Tras su regreso a su convento original, la ermita continuó como oratorio público, inaugurándose en 1908 una especie de gruta dedicada a la Virgen de Lourdes que se hizo muy popular.

## Festividad de San Antón
San Antón es considerado desde entonces patrón del casco histórico almeriense, y en su honor se queman hogueras el 16 de enero. Durante esta festividad se come y se bebe al calor de las hogueras y, tradicionalmente, se bendecían los animales y se subastaban los tradicionales "rabicos", rabos de cerdo engalanados de coloridos lazos, para financiar la restauración de la ermita, que resultó dañada durante la guerra civil española. Hoy día se ha restaurado para el culto público.